# 2004 en astronautique
Chronologie de l'astronautique
- 2000
- 2001
- 2002
- 2003
- 2004
- 2005
- 2006
- 2007
- 2008

Cette page présente une chronologie des événements qui se sont produits pendant l'année 2004 dans le domaine de l'astronautique.

## Synthèse de l'année 2004

### Exploration du système solaire
En 2004 une seule sonde spatiale est lancée. MESSENGER  est une mission d’étude de la planète Mercure de l’agence spatiale américaine NASA. La sonde spatiale. L’objectif de la mission est d’effectuer une cartographie complète de la planète, d’étudier la composition chimique de sa surface et de son exosphère, son histoire géologique, sa magnétosphère, la taille et les caractéristiques de son noyau ainsi que l’origine de son champ magnétique. Mercure, planète la plus proche du Soleil, est quasiment inexplorée : MESSENGER n’a été précédée que par la sonde Mariner 10 qui a survolé la planète à trois reprises en 1974 et 1975.

### Satellites scientifiques
La NASA lance plusieurs missions scientifiques en 2004 :
- SWIFT est un télescope spatial développé avec l'Italie et le Royaume-Uni. L'objectif de Swift est d'étudier les sursauts gamma.
- Gravity Probe B doit tenter de  vérifier l'effet Lense-Thirring une des conséquences de la théorie de la relativité générale d'Albert Einstein.
- Aura développé avec la participation d'autre pays doit étudier la couche d'ozone, la qualité de l'air et le climat. C'est le troisième satellite de cette taille du programme Earth Observing System (EOS : Système d'observation de la Terre) : son lancement en 2004 a été précédé par celui de Terra (lancé en 1999) et d'Aqua (lancé en 2002). Aura prend la suite du satellite Upper Atmosphere Research Satellite (UARS). Il fait partie d'un groupe de satellites placés sur la même orbite de manière à corréler leurs données et appelé le « A-Train ».

Le deuxième satellite du programme Double Star développé par la Chine et l'Agence spatiale européenne doit étudier la magnétosphère terrestre. La  mission scientifique fonctionne de concert avec la mission européenne Cluster.
DEMETER est un micro satellite français d'observation géophysique qui doit étudier les  émissions d'ondes électromagnétiques liées aux  tremblements de terre.

### Lanceurs
Le lanceur Atlas IIAS effectue son dernier vol tandis que la version la puis puissante du lanceur Delta IV (Delta IVH) effectue un premier vol qui est un échec partiel.

## Programmes spatiaux nationaux

### Programme spatial militaire français
La France lance deux satellites militaires :
- Helios 2A le troisième engin de cette famille de satellites de reconnaissance optique  conçus avec une participation minoritaire de l'Italie et l'Espagne, de la Belgique et de la Grèce et développés avec une grande partie des composants des satellites d'observation civils SPOT.
- Essaim est une constellation  de microsatellites d'écoute électronique (ROEM Renseignement d'origine électromagnétique). Ces satellites sont destinés à mettre au point le futur système d'écoute électronique opérationnel.

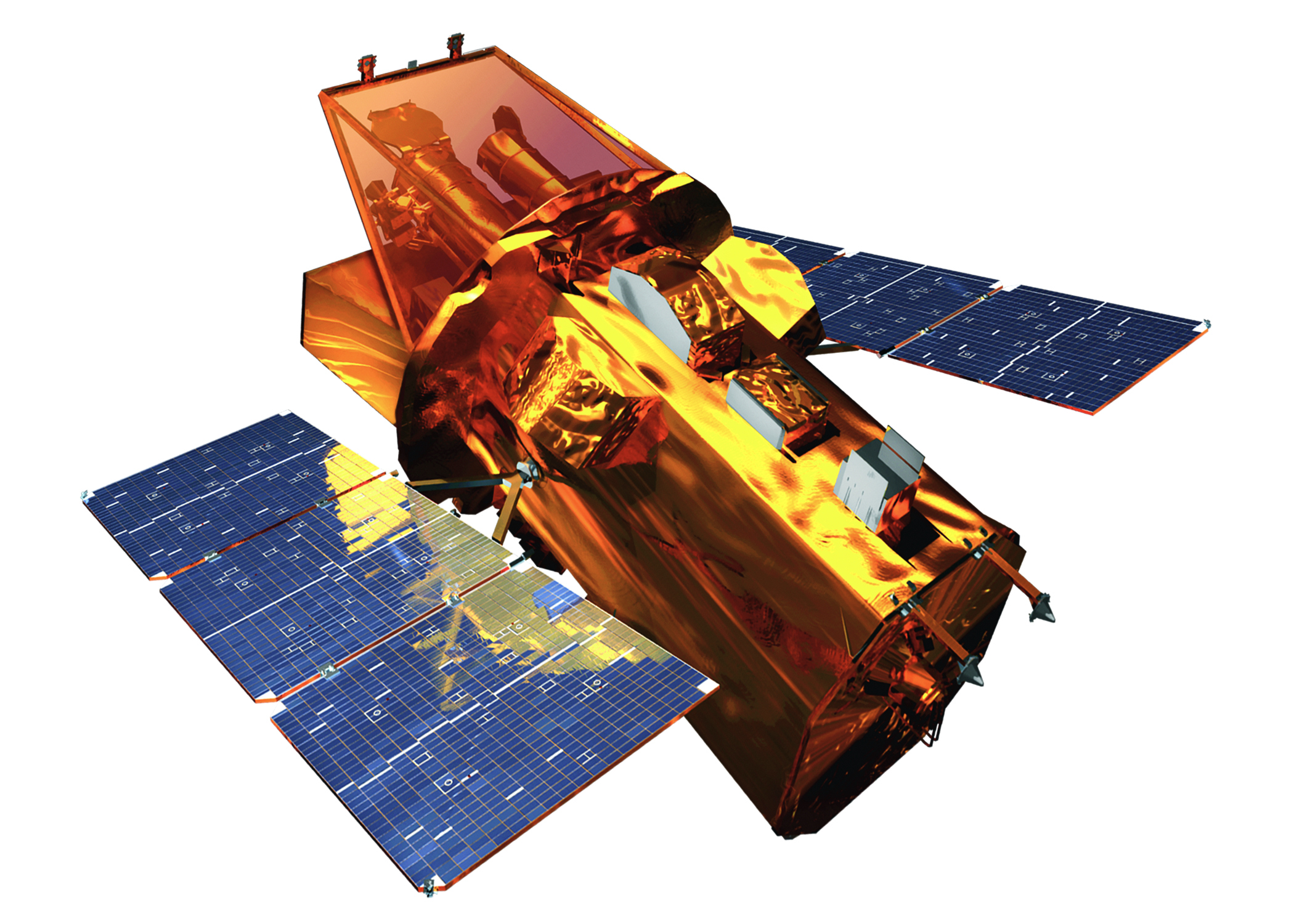
Swift (vue d'artiste)
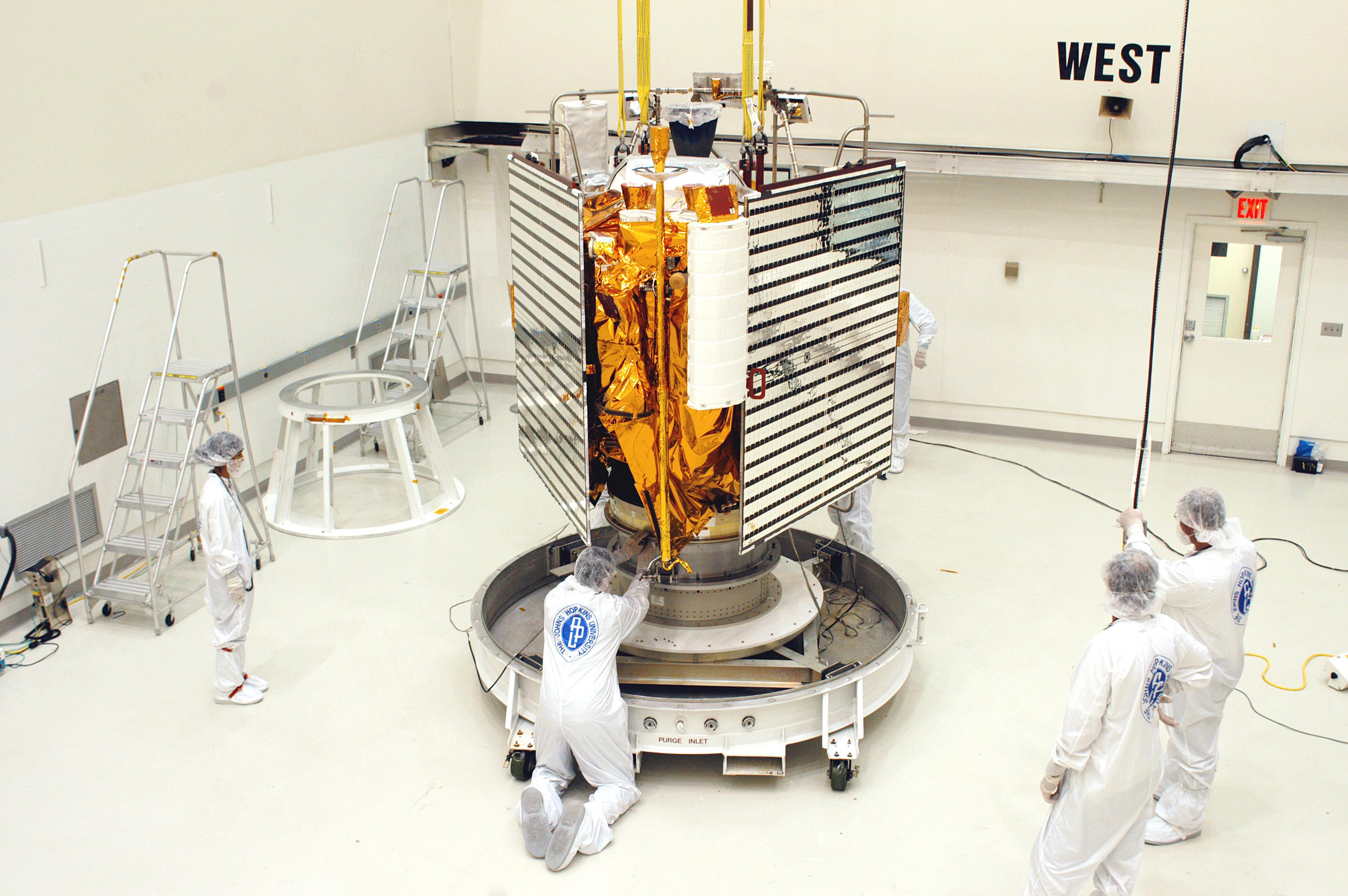
Assemblage final de la sonde MESSENGER
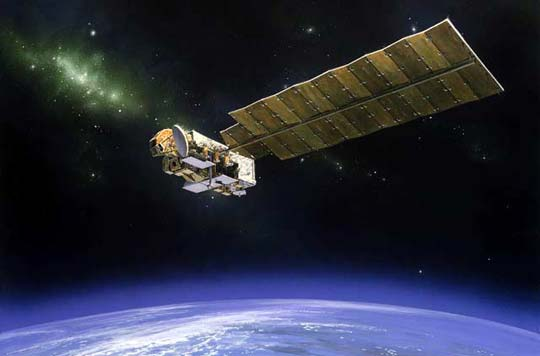
Aura dans l'espace (vue d'artiste)

### Chronologie

#### Janvier
| Date            | Lanceur      | Base de lancement         | Type                   | Charge utile     | Notes                           |
| 11 janvier 2004 | Zenit-3SL    | plate-forme Ocean Odyssey | Orbite géostationnaire | Estrela do Sul 1 | Satellite de télécommunications |
| 29 janvier 2004 | Soyouz-U-PVB | Plessetsk                 | Orbite basse           | Progress M1-11   | Ravitaillement station spatiale |

#### Février
| Date            | Lanceur          | Base de lancement | Type                   | Charge utile | Notes                           |
| 5 février 2004  | Atlas IIAS       | Cape Canaveral    | Orbite géostationnaire | AMC-10       | Satellite de télécommunications |
| 14 février 2004 | Titan 402B / IUS | Cape Canaveral    | Orbite géostationnaire | DSP F22      | Satellite d'alerte avancée      |
| 18 février 2004 | Molnia M         | Plessetsk         | Orbite de Molnia       | Molniya-1T   | Satellite de télécommunications |

#### Mars
| Date         | Lanceur           | Base de lancement | Type                   | Charge utile    | Notes                                                        |
| 13 mars 2004 | Atlas IIIA        | Cape Canaveral    | Orbite géostationnaire | MBSAT           | Satellite de télécommunications, dernier vol de l'Atlas IIIA |
| 15 mars 2004 | Proton-M / Briz-M | Plessetsk         | Orbite géostationnaire | Eutelsat W3A    | Satellite de télécommunications                              |
| 20 mars 2004 | Delta II 7925-9.5 | Cape Canaveral    | Orbite moyenne         | GPS IIR-11      | Satellite de navigation                                      |
| 27 mars 2004 | Proton-K / DM-2   | Plessetsk         | Orbite géostationnaire | Raduga Globus-1 | Satellite de télécommunications militaires                   |

#### Avril
| Date          | Lanceur           | Base de lancement | Type                   | Charge utile    | Notes                               |
| 16 avril 2004 | Atlas IIAS        | Cape Canaveral    | Orbite géostationnaire | Superbird 6     | Satellite de télécommunications     |
| 18 avril 2004 | Longue Marche 2C  | Xichang           | Orbite héliosynchrone  | SY 1            | Satellite d'observation de la Terre |
| 19 avril 2004 | Soyouz-FG         | Plessetsk         | Orbite basse           | Soyouz TMA-4    | Relève équipage station spatiale    |
| 20 avril 2004 | Delta II 7920-10C | Vandenberg        | Orbite basse           | Gravity Probe B | Satellite scientifique              |
| 26 avril 2004 | Proton-K/DM-2M    | Plessetsk         | Orbite géostationnaire | Ekspress AM-11  | Satellite de télécommunications     |

#### Mai
| Date        | Lanceur      | Base de lancement         | Type                   | Charge utile  | Notes                           |
| 4 mai 2004  | Zenit-3SL    | plate-forme Ocean Odyssey | Orbite géostationnaire | DirecTV 7S    | Satellite de télécommunications |
| 19 mai 2004 | Atlas IIAS   | Cape Canaveral            | Orbite géostationnaire | AMC-11        | Satellite de télécommunications |
| 20 mai 2004 | Taurus 3210  | Vandenberg                | Orbite héliosynchrone  | FORMOSAT-2    | Satellite de télédétection      |
| 25 mai 2004 | Soyouz-U-PVB | Plessetsk                 | Orbite basse           | Progress M-49 | Ravitaillement station spatiale |
| 28 mai 2004 | Tsiklon-2    | Plessetsk                 |                        | US-PM-U       |                                 |

#### Juin
| Date         | Lanceur           | Base de lancement         | Type                   | Charge utile   | Notes                               |
| 10 juin 2004 | Zenit-2           | Plessetsk                 | Orbite basse           | Tselina-2      | Satellite d'écoute électronique     |
| 16 juin 2004 | Proton-M / Briz-M | Plessetsk                 | Orbite géostationnaire | Intelsat 10-02 | Satellite de télécommunications     |
| 23 juin 2004 | Delta II 7925-9.5 | Cape Canaveral            | Orbite moyenne         | GPS IIR-12     | Satellite de navigation             |
| 29 juin 2004 | Zenit-3SL         | plate-forme Ocean Odyssey | Orbite géostationnaire | Telstar 18     | Satellite de télécommunications     |
| 29 juin 2004 | Dnepr             | Plessetsk                 | Orbite polaire         | DEMETER, etc.  | Satellite d'observation géophysique |

#### Juillet
| Date            | Lanceur           | Base de lancement | Type                   | Charge utile      | Notes                             |
| 15 juillet 2004 | Delta II 7920-10L | Vandenberg        | Orbite héliosynchrone  | Aura              | Étude de l'atmosphère             |
| 18 juillet 2004 | Ariane 5 G+       | Kourou            | Orbite géostationnaire | Anik F2           | Satellite de télécommunications   |
| 22 juillet 2004 | Cosmos-3M         | Plessetsk         | Orbite basse           | Parus             | Satellite de navigation militaire |
| 25 juillet 2004 | Longue Marche 2C  | Taiyuan           | Orbite haute           | Double Star DSP-P | Étude de la magnétosphère         |

#### Août
| Date         | Lanceur          | Base de lancement | Type                   | Charge utile  | Notes                                      |
| 3 août 2004  | Delta II 7925H   | Cape Canaveral    | Orbite héliocentrique  | MESSENGER     | Sonde spatiale Mercure                     |
| 4 août 2004  | Proton-M/Briz-M  | Plessetsk         | Orbite géostationnaire | Amazonas      | Satellite de télécommunications            |
| 11 août 2004 | Soyouz-U-PVB     | Plessetsk         | Orbite basse           | Progress M-50 | Ravitaillement station spatiale            |
| 29 août 2004 | Longue Marche 2C | Jiuquan           | Orbite basse           | FSW No 19     | Satellite de reconnaissance                |
| 31 août 2004 | Atlas IIAS       | Cape Canaveral    | Orbite de Molnia       | QUASAR 15     | Satellite de télécommunications militaires |

#### Septembre
| Date              | Lanceur          | Base de lancement | Type                   | Charge utile         | Notes                                            |
| 6 septembre 2004  | Shavit 1         | Palmachim         | Orbite basse           | Ofek-6               | Satellite de reconnaissance ; Échec du lancement |
| 8 septembre 2004  | Longue Marche 4B | Taiyuan           | Orbite basse           | SJ 6/1A et 6/1B      | Satellite technologique                          |
| 20 septembre 2004 | GSLV             | Satish Dhawan     | Orbite géostationnaire | EDUSAT               | Satellite de télécommunications                  |
| 23 septembre 2004 | Cosmos-3M        | Plessetsk         | Orbite basse           | Strela-3 x 3         | Satellite de télécommunications                  |
| 24 septembre 2004 | Soyouz-U-PVB     | Plessetsk         | Orbite basse           | Iantar-4K2M Kobalt-M | Satellite de reconnaissance                      |
| 27 septembre 2004 | Longue Marche 2D | Jiuquan           | Orbite basse           | FSW No 20            | Satellite de reconnaissance                      |

#### Octobre
| Date            | Lanceur           | Base de lancement | Type                   | Charge utile | Notes                            |
| 14 octobre 2004 | Soyouz-FG         | Plessetsk         | Orbite basse           | Soyouz TMA-5 | Relève équipage station spatiale |
| 14 octobre 2004 | Proton-M / Briz-M | Plessetsk         | Orbite géostationnaire | AMC-15       | Satellite de télécommunications  |
| 19 octobre 2004 | Longue Marche 3A  | Xichang           | Orbite géostationnaire | Feng-Yun 2C  | Satellite météorologique         |
| 29 octobre 2004 | Proton-K / DM-2M  | Plessetsk         | Orbite géostationnaire | Ekspress-AM1 | Satellite de télécommunications  |

#### Novembre
| Date             | Lanceur           | Base de lancement | Type                  | Charge utile                                  | Notes                                      |
| 6 novembre 2004  | Longue Marche 4B  | Taiyuan           | Orbite polaire        | ZY 2C                                         | Satellite d'observation de la Terre        |
| 6 novembre 2004  | Delta II 7925-9.5 | Cape Canaveral    | Orbite moyenne        | GPS IIR-13                                    | Satellite de navigation                    |
| 8 novembre 2004  | Soyouz 2.1a       | Plessetsk         | Orbite basse          | Zenit-8 Oblik transformé en satellite de test | Test du lanceur (1er vol de cette version) |
| 18 novembre 2004 | Longue Marche 2C  | Xichang           | Orbite héliosynchrone | SY 2                                          | Satellite d'observation de la Terre        |
| 20 novembre 2004 | Delta II 7320-10C | Cape Canaveral    | Orbite basse          | SWIFT                                         | Télescope gamma                            |

#### Décembre
| Date             | Lanceur         | Base de lancement | Type                                | Charge utile                               | Notes |
| 17 décembre 2004 | Atlas V 521     | Cape Canaveral    | Orbite géostationnaire              | AMC-16                                     | Satellite de télécommunications |
| 18 décembre 2004 | Ariane 5 G+     | Kourou            | Orbite héliosynchrone, orbite basse | Helios 2A, PARASOL, Essaim x 4, Nanosat 01 | Satellite de reconnaissance (Helios) , Satellite d'observation de la Terre (Parasol), Satellites d'écoute électronique (Essaim), Démonstrateur technologique, télécommunications (Nanosat 01) |
| 21 décembre 2004 | Delta IV 4H     | Cape Canaveral    | Orbite moyenne                      | HLV-OLDSP                                  | 1er vol de cette version du lanceur ; charge utile destinée à tester le fonctionnement ; Échec partiel                                                                                        |
| 23 décembre 2004 | Soyouz-U-PVB    | Plessetsk         | Orbite basse                        | Progress M-51                              | Ravitaillement station spatiale |
| 24 décembre 2004 | Tsiklon-3       | Plessetsk         | Orbite polaire                      | Okean-O1 No. 9                             | Satellite d'observation de la Terre ; Échec du lancement |
| 26 décembre 2004 | Proton-K / DM-2 | Plessetsk         | Orbite moyenne                      | GLONASS Ouragan x 3                        | Satellite de navigation |

### Vols orbitaux

#### Par pays
| Pays       | Lancements | Succès | Échecs | Échecs partiels | Remarques |
| ---------- | ---------- | ------ | ------ | --------------- | --------- |
| Chine      | 8          | 8      |        |                 |           |
| États-Unis | 16         | 15     |        | 1               |           |
| Europe     | 2          | 2      |        |                 |           |
| Inde       | 1          | 1      |        |                 |           |
| Israël     | 1          |        | 1      |                 |           |
| Russie/CEI | 21         | 20     | 1      |                 |           |
| Ukraine    | 5          | 5      |        |                 |           |
| Total      | 44         | 41     | 2      | 1               |           |

#### Par lanceur
| Lanceur          | Pays       | Lancements | Succès | Échecs | Échecs partiels | Remarques                    |
| ---------------- | ---------- | ---------- | ------ | ------ | --------------- | ---------------------------- |
| Ariane 5G+       | Europe     | 2          | 2      |        |                 |                              |
| Atlas IIAS       | États-Unis | 4          | 4      |        |                 |                              |
| Atlas IIIA       | États-Unis | 1          | 1      |        |                 | Dernier vol                  |
| Atlas V          | États-Unis | 1          | 1      |        |                 |                              |
| Cosmos-3M        | Russie     | 2          | 2      |        |                 |                              |
| Delta II         | États-Unis | 7          | 7      |        |                 |                              |
| Delta IV Heavy   | États-Unis | 1          |        |        | 1               | Premier vol de cette version |
| Dnepr-1          | Ukraine    | 1          | 1      |        |                 |                              |
| GSLV             | Inde       | 1          | 1      |        |                 |                              |
| Longue Marche 2C | Chine      | 4          | 4      |        |                 |                              |
| Longue Marche 2D | Chine      | 1          | 1      |        |                 |                              |
| Longue Marche 3A | Chine      | 1          | 1      |        |                 |                              |
| Longue Marche 4B | Chine      | 2          | 2      |        |                 |                              |
| Molnia M         | Russie     | 1          | 1      |        |                 |                              |
| Proton-K         | Russie     | 4          | 4      |        |                 |                              |
| Proton-M         | Russie     | 4          | 4      |        |                 |                              |
| Shavit-1         | Israël     | 1          |        | 1      |                 |                              |
| Soyouz 2.1a      | Russie     | 1          | 1      |        |                 | Premier vol de cette version |
| Soyouz-FG        | Russie     | 2          | 2      |        |                 |                              |
| Soyouz-U         | Russie     | 5          | 5      |        |                 |                              |
| Taurus           | États-Unis | 1          | 1      |        |                 |                              |
| Titan IV         | États-Unis | 1          | 1      |        |                 |                              |
| Tsiklon-2        | Russie     | 1          | 1      |        |                 |                              |
| Tsiklon-3        | Russie     | 1          |        | 1      |                 |                              |
| Zenit-2          | Ukraine    | 1          | 1      |        |                 |                              |
| Zenit-3SL        | Ukraine    | 3          | 3      |        |                 |                              |

#### Par site de lancement
| Site                      | Pays       | Lancements | Succès | Échecs | Échecs partiels | Remarques |
| ------------------------- | ---------- | ---------- | ------ | ------ | --------------- | --------- |
| Cap Canaveral             | États-Unis | 13         | 12     |        | 1               |           |
| Jiuquan                   | Chine      | 2          | 2      |        |                 |           |
| Kourou                    | France     | 2          | 2      |        |                 |           |
| Plate-forme Ocean Odyssey | Norvège    | 3          | 3      |        |                 |           |
| Palmachim                 | Israël     | 1          |        | 1      |                 |           |
| Plessetsk                 | Russie     | 23         | 22     | 1      |                 |           |
| Satish Dhawan             | Inde       | 1          | 1      |        |                 |           |
| Taiyuan                   | Chine      | 3          | 3      |        |                 |           |
| Vandenberg                | États-Unis | 3          | 3      |        |                 |           |
| Xichang                   | Chine      | 3          | 3      |        |                 |           |

#### Par type d'orbite
| Orbite                 | Lancements | Succès | Échecs | Orbite atteinte involontairement | Remarques                                                                              |
| ---------------------- | ---------- | ------ | ------ | -------------------------------- | -------------------------------------------------------------------------------------- |
| Basse                  |            |        |        |                                  |                                                                                        |
| Moyenne                |            |        |        |                                  |                                                                                        |
| Haute                  |            |        |        |                                  | dont Molniya, orbite de transfert vers la Lune, orbite elliptique à forte excentricité |
| Géosynchrone/transfert |            |        |        |                                  |                                                                                        |
| Héliocentrique         |            |        |        |                                  | dont orbite de transfert interplanétaire                                               |

## Survols et contacts planétaires
| Date             | Sonde spatiale    | Événement                        | Remarque |
| ---------------- | ----------------- | -------------------------------- | -------- |
| 1er juillet 2004 | Cassini + Huygens | Mise en orbite autour de Saturne |          |

### Sources
- (en) Jonathan McDowell, « Jonathan's Space Report », Jonathan's Space Page
- (en) Gunter Krebs, « Chronology of Space Launches », Gunter's Space Page
- (en) « SPACE FLIGHT 2004 - The Year in Review », NASA